# Station Saint-Leu-d'Esserent
Station Saint-Leu-d'Esserent is een spoorwegstation aan de spoorlijn Pierrelaye - Creil. Het ligt in de Franse gemeente Saint-Leu-d'Esserent in het departement Oise (Hauts-de-France).

## Ligging
Het station ligt op kilometerpunt 60,589 van de spoorlijn Pierrelaye - Creil.

## Diensten
Het station wordt aangedaan door treinen van Transilien lijn H tussen Pontoise en Creil.

## Vorig en volgend station
| Richting | Vorig station | Lijn    | Volgend station | Richting |
| -------- | ------------- | ------- | --------------- | -------- |
| Creil    | Creil         | Trans H | Précy-sur-Oise  | Pontoise |